# Pauline Chalamet
Pauline Hope Chalamet  (nascida em 25 de janeiro de 1992)  é uma atriz, escritora e diretora franco-americana . Ela fez sua estreia no cinema na comédia de Judd Apatow, The King of Staten Island. Chalamet estrela a comédia original da HBO Max, The Sex Lives of College Girls, como Kimberly. 

## Juventude
Chalamet nasceu na cidade de Nova York, a primeira filha de Nicole Flender e Marc Chalamet, e cresceu no prédio de artistas subsidiado pelo governo federal Manhattan Plaza, em Hell's Kitchen.  Seu irmão mais novo é o ator Timothée Chalamet. Sua mãe, Nicole Flender, é uma nova-iorquina de terceira geração, descendente de judeus russos e judeus austríacos.  Ela é corretora de imóveis no The Corcoran Group,  e ex-dançarina da Broadway; Flender obteve seu diploma de bacharel em francês pela Yale University e é professora de idiomas e dança.   Seu pai francês, Marc Chalamet, é editor da UNICEF e ex-correspondente do Le Parisien em Nova York.   Marc Chalamet é natural de Nîmes e tem formação cristã protestante.  A avó paterna de Chalamet, que se mudou para a França, era canadense. 

## Carreira

### 1999–2020: primeiros papéis
Chalamet começou sua carreira com pequenos papéis em programas de televisão como One Life to Live e Royal Pains. Desde 2016 ela trabalha em curtas-metragens como Je Suis Mes Actes e Between Fear and Laughter, que ela escreveu e dirigiu. Em 2019, Chalamet escreveu outro curta, Entre Deux Mondes, dirigido por Myriam Doumenq, e estrelou como Marion em Comme des Grands, dirigido por Ania Gauer e Julien Gauthier, pelo qual ganhou o prêmio de Melhor Atriz na seção IndieXFilmFest do Festival Internacional de Cinema de Los Angeles.  No ano seguinte, ela estrelou outros três curtas-metragens: Je Suis la Nouvelle Adjani de Khady N'Diaye, Seasick de Lindsey Ryan e Canines de Abel Danan, que foi selecionado para o Festival international du film fantastique de Gérardmer. 

### 2020–presente
Em 2019, Chalamet foi escalada como Joanne na comédia de Judd Apatow, The King of Staten Island, que estreou em 2020. Em 2020, ela apareceu como Sveta em dois episódios da websérie francesa Les Engagés. Em 14 de outubro de 2020, a Variety relatou que Chalamet foi escalada para estrelar como Kimberly, "a oradora oficial de uma escola pública de classe trabalhadora em um humilde subúrbio do Arizona", na comédia de Mindy Kaling The Sex Lives of College Girls para a HBO Max.  Em seguida, ela aparecerá em Split, uma série de televisão francesa, ao lado de Alma Jodorowsky e Jehnny Beth.    

## Créditos

### Filmes
| Ano  | Título                 | Papel  | Diretor                        | Notas       |
| ---- | ---------------------- | ------ | ------------------------------ | ----------- |
| 2020 | O Rei de Staten Island | Joana  | Judd Apatow                    |             |
| 2021 | Adulting               | Marion | - Ania Gauer - Julien Gauthier | Filme curto |
| 2022 | What Doesn't Float     | Alex   | Luca Balser                    |             |
| 2022 | After Dark             | Ronnie | Minka Bleakley                 | Filme curto |

### Televisão
| Ano           | Título                         | Papel               | Notas                     |
| ------------- | ------------------------------ | ------------------- | ------------------------- |
| 1999          | One Life to Live               | Emma Doyle          | Episódio: "# 1.7809"      |
| 2009          | Royal Pains                    | bailarina principal | Episódio: "Haverá comida" |
| 2021          | Les Engages                    | Sveta               | 2 episódios               |
| 2021–presente | The Sex Lives of College Girls | Kimberly            | Papel principal           |
| TBA           | Split                          | Paola               | Pós-produção              |